# Ampelmännchen
 Ampelmännchen (česky panáček ze semaforu) je obrázek postavičky na světelném signalizačním zařízení na přechodech pro chodce v bývalé Německé demokratické republice. Před znovusjednocením Německa v roce 1990 měly oba samostatné státy rozdílné obrázky na semaforech, normální postavička v Západním Německu a na východě většinou mužská postavička s kloboučkem.

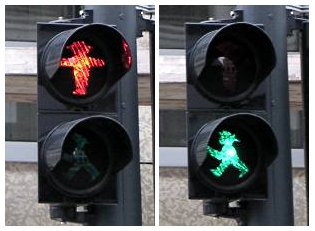
Východoněmecký Ampelmännchen

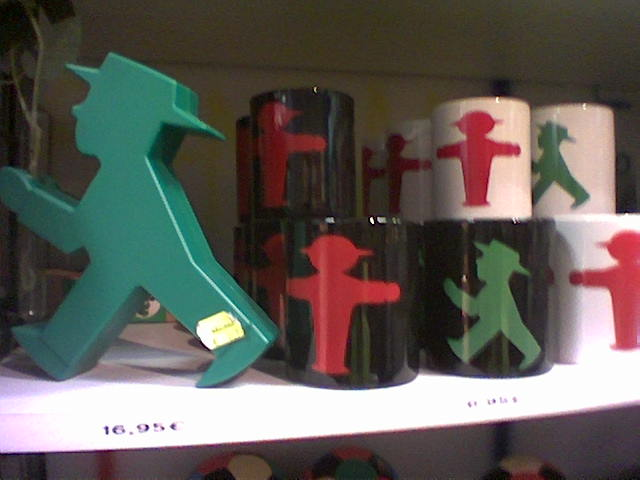
Suvenýr pro turisty

Ampelmännchen je oblíbený symbol Východního Německa, který přežil i pád železné opony a po pádu berlínské zdi se stal kultovním symbolem a pro návštěvníky Berlína vyhledávaným suvenýrem.

## Různé podoby

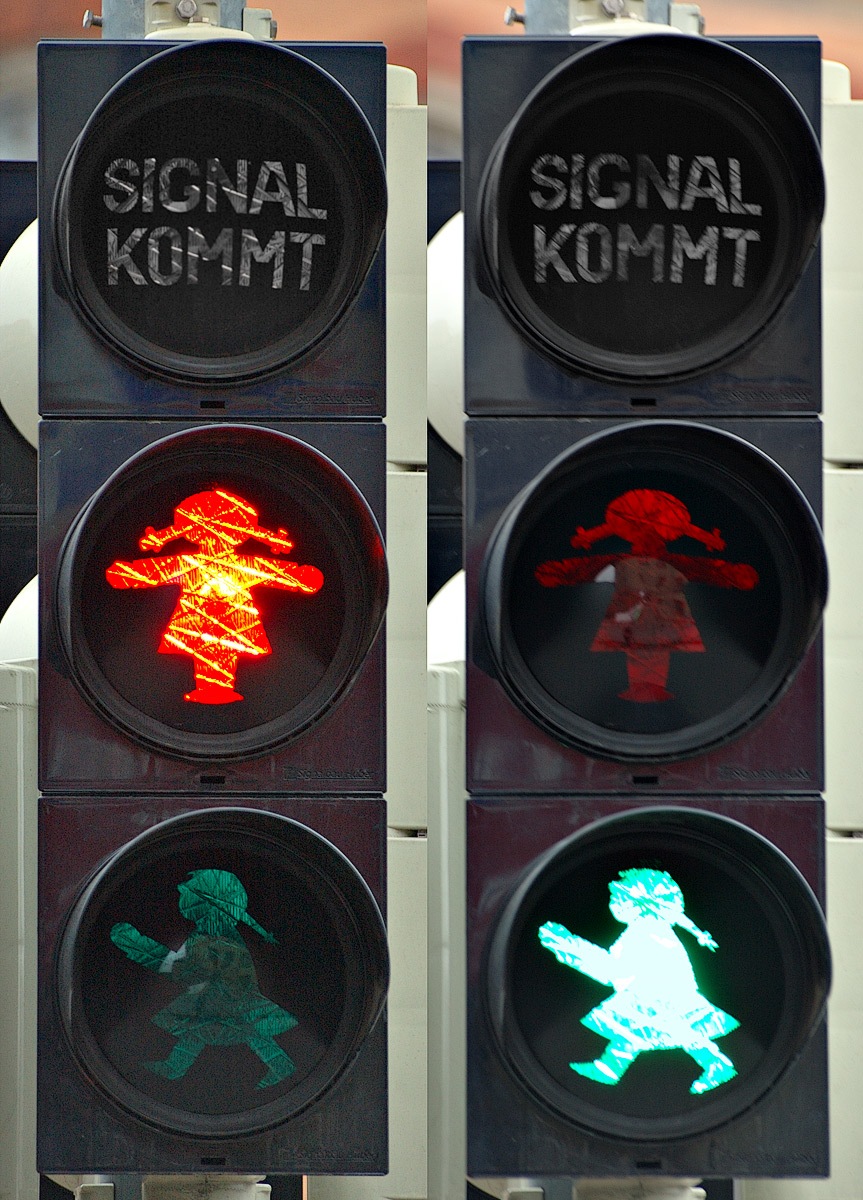
Ampelfrau
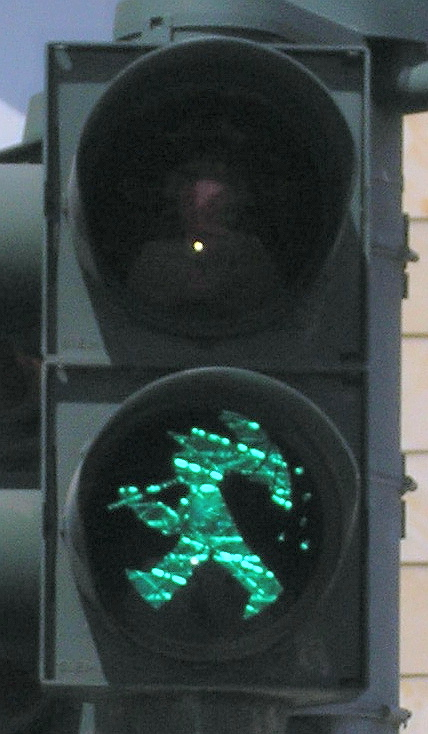
Ampelmännchen s deštníkem
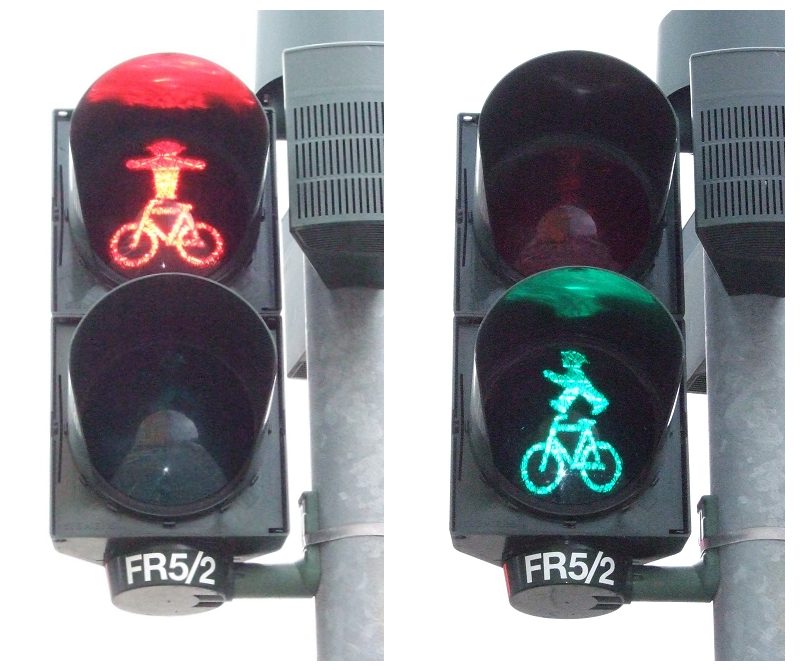
Ampelmännchen s kolem
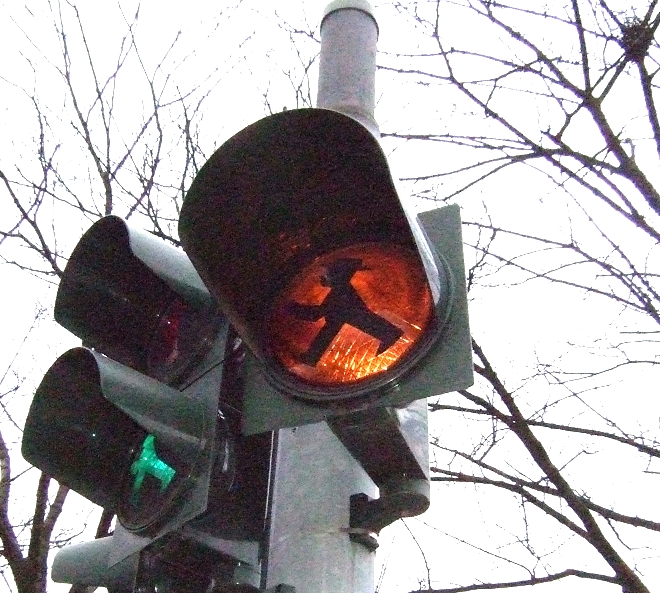
Jako výstražné světlo